# Міріам Аллен деФорд
Міріам Аллен деФорд (21 серпня 1888 — 22 лютого 1975) — американська письменниця, найбільш відома творами в кримінальному жанрі та у науковій фантастиці. Впродовж 1920-х років була дописувачем низки журналів, серед яких The Masses, The Liberator та Federated Press Bulletin. Її оповідання «Смерть у сім'ї» з'явилося в другому сезоні, епізод № 2, сегмент перший «Нічної галереї».

## Життєпис
Народилася у Філадельфії, навчалася в Коледжі Веллслі та Університеті Темпл. Пізніше навчалася в Пенсільванському університеті. Деякий час працювала репортером газети. Пізніше вона назвала себе «природженою феміністкою» і брала активну участь у жіночому суфражистському русі до 1920 року. Активістка поширення контрацепцію серед жінок, була членом Соціалістичної партії Америки з 1919 по 1922 рік.
Її феміністична діяльність описана у книзі «Від салону до в'язниці: п'ять американських суфражисток розповідають про своє життя» під редакцією Шерни Б. Глюк. У 1930-х роках деФорд приєдналася до Федерального проєкту письменників і написала книгу для проєкту «Вони були сан-францисканцями». В інтерв'ю для брошури Ліги американських письменників Writers Take Sides про громадянську війну в Іспанії деФорд висловила рішучу підтримку Іспанській республіці. Вона додала: «Я беззаперечно й активно виступаю проти фашизму, нацизму, гітлеризму, хірохітоїзму чи будь-якої іншої назви, яку можна застосувати до монстра».
Вона активно працювала в жанрі наукової фантастики, написала кілька антологій у жанрі детективу. Так у 1968 році вийшла книга «Справжні Бонні і Клайд». Також написала «Справу Овербері», в якій розповідається про події правління Якова I, пов'язані з вбивством сера Томаса Овербері. За неї у 1961 році отримала премію Едгара Алана По від Товариства письменників детективного жанру Америки в номінації за найкращий детектив про реальний злочин. Працювала в журналі «Гуманіст» і була одним із підписантів «Гуманістичного маніфесту».
У 1949 році журнал «Фентезі & Сайнс фікшн» почав виходити з Ентоні Бучером як головним редактором. Бучер писав у жанрі наукової фантастики та фентезі. Це додало журналу деякої перехресної привабливості для такої авторки, як деФорд. Значна частина її наукової фантастики вперше з'явилася в журналі Бучера. Її історії стосувалися таких тем, як ядерне руйнування, відчуження та зміна сексуальних ролей. Дві її колекції: Elsewhere, Elsewhen, Elsehow і Xenogenesis. Вона упорядкувала антологію оповідань, яка поєднує наукову фантастику з таємницею під назвою «Простір, час і злочин».
ДеФорд також була пристрасною послідовницею Чарльза Форта і виконувала для нього польову роботу. ДеФорд згадана в книзі Форта «Lo!». Незадовго до її смерті в 1975 році фортеанська письменниця Лорен Коулман відвідала ДеФорд і взяла у неї інтерв'ю про її взаємодію з Фортом і її поїздки до Чіко, Каліфорнія, щоб розслідувати справу полтергейста, який метав камінь від імені Форта.
Одружилася з Армістедом Кольєром у 1915 році, розлучилася в 1920. З 1921 до його смерті в червні 1934 року була одружена з Мейнардом Шиплі.
Міріам деФорд померла 22 лютого 1975 року у віці 86 років у своєму будинку, готелі Амбасадор на вулиці Мейсон, 55 у Сан-Франциско.

## Пам'ять
У 2008 році Американська бібліотека вибрала історію деФорд про суд над Леопольдом і Лебом для включення до своєї двохсотлітньої ретроспективи американських реальних злочинів.

### Антології
Наукова фантастика:
- Ксеногенез (1969)
- Elsewhere, Elsewhen, Elsehow (1971)

Містерії:
- Тема вбивства (1967)
- Фантастична дім (1988)

### Антології, що містять оповідання Міріам Аллен деФорд
- Захід лірики, том 1 (1921)
- Нагороди королеви: Серія 4 — детективи, які отримали нагороди від EQMM (1949)
- Зоряні науково-фантастичні історії, № 4 (1958)
- Зоряні науково-фантастичні історії, № 6 (1959)
- Смертельний секс: Антологія таємничих письменників Америки 1959 року (1959)
- Казки на дощову ніч: 14-а антологія таємничих письменників Америки (1961)
- Читанка п'ятої галактики (1962)
- Якість вбивства: 300 років справжнього злочину (1962)
- Дракон-ізгой (1965)
- Музей монстрів Альфреда Хічкока: Дванадцять трепетних історій для сміливих молодих читачів (1965)
- Найкращі детективи року: 20-й щорічний збірник (1965)
- Альфред Гічкок представляє: історії не для нервових (1965)
- Небезпечні видіння (1967)
- Ніжні загарбники (1969)
- Запобігання злочинності в 30 столітті (1969)
- Вибране Буше: Збірка улюблених оповідань Ентоні Буше з найкращих детективів року (1969)
- Зі злобою до всіх (1970)
- Світи можливого: 7 історій наукової фантастики (1970)
- 15 науково-фантастичних історій — частина Небезпечних видінь, передрукована німецькою мовою (1970)
- Альфред Гічкок представляє: Кричи разом зі мною (1970)
- Нові виміри 2: Одинадцять оригінальних науково-фантастичних історій (1972)
- Два погляди на чудеса (1973)
- Чужий стан (1973)
- Альфред Гічкок представляє: більше історій не для нервових (1973)
- Альфред Гічкок представляє: Історії, які потрібно читати з увімкненим світлом (1973)
- Омега (1974)
- Дивні сусіди по ліжку (1974)
- Фактор Венери (1977)
- Терори, муки і травми (перевидання, 1978)
- Помста природи: Моторошні історії повстання проти людської раси (1978)
- Духи, привиди та інші зловісні створіння (перевидання, 1984)
- Пари-вбивці: жахливі правдиві історії найсмертоносніших дуетів світу" (1987)
- Три володарі ночі (Том 3, 1988)
- Жінки-вбивці: відомі жінки-вбивці (1990)
- Нові переддень: Наукова фантастика про надзвичайних жінок сьогодні і завтра (1994)
- Воскресіння жінок: історії письменниць-фантастів 50-х років (2011)
- Проблемні доньки, розгублені дружини: Історії першовідкривачів домашнього саспенсу (2013)

### Журнали, що містять оповідання Міріам Аллен деФорд
- Таємничий журнал Альфреда Гічкока (березень 1971 р.)
- Емейзін сторіз (січень 1962; березень 1972)
- Аналог (грудень 1972; грудень 1974)
- Найкраща наукова фантастика зі світу майбутнього (№ 2, 1964)
- Бестселер журналу містерій (листопад 1958; липень 1959)
- За межами фентезі-фантастики (березень 1954)
- Чувак (листопад 1961)
- Журнал Таємниця королеви Еллері (листопад 1946; березень 1947; травень 1948; листопад 1950; жовтень 1952; серпень 1953; травень 1954; грудень 1956; жовтень 1957; грудень 1958; березень 1963; липень, 1964; жовтень 1964; березень 1965; березень 1966; травень 1966; листопад 1966; липень 1967; вересень 1968; травень 1972; серпень 1972; травень 1973; серпень 1973; листопад 1973 лютий 1975 р.)
- Відома наукова фантастика (том 2, № 2, [цілий номер 8], осінь, 1968)
- Фантастик (січень 1961)
- Фентезі та наукова фантастика (том 31., № 6, грудень 1966 р.)
- Художня література — французький журнал (№ 148, Марс, 1966)
- Гелексі сайнс фікшн (№ 75, 3/6 [березень 1952]; березень 1955 ; квітень 1958 ; грудень 1961 ; жовтень 1964; серпень 1967; листопад 1968)
- Гамма (том 2, № 1, 1964)
- The Girl from U.N.C.L.E. (грудень, 1966)
- Щомісячник Халдемана-Джуліуса (січень 1927 р.)
- If: Worlds of Science Fiction (листопад 1959; жовтень 1965; лютий 1966)
- Фентезі & Сайнс фікшн (серпень 1951; жовтень 1952; січень 1954; серпень 1954; травень 1955; лютий 1956; травень 1956; листопад 1956; грудень 1956; червень 1958; грудень 1958 ; травень 1959; березень 1960; липень 1960; грудень 1960; червень 1962; квітень 1963; вересень 1964; лютий 1965; липень 1965; лютий 1966; березень 1966; травень 1966; грудень, 1966; березень 1968; квітень 1968; жовтень 1969; листопад 1969; березень 1970; жовтень 1970; січень 1972; травень 1973)
- Меркюрі містері (квітень 1958; лютий 1959)
- Майк Шейн містері (жовтень, 1972)
- Сучасна доба: квартальний огляд (том 11, 1966–67)
- Прерійна шхуна (літо 1949 року, том XXIII)
- Реаліст (№ 41, червень 1963)
- Свята Тайна (травень 1961; травень 1963; січень 1965; грудень 1965; серпень 1966; травень 1967; серпень 1967)
- Суботній огляд літератури (25 липня 1942 р.)
- Форум SFWA № 33 — Письменники наукової фантастики Америки (квітень 1974 р.)
- Щорічник наукової фантастики (№ 2, 1968)
- Скрібнер (том 94, № 5, листопад 1933 р.)
- Шок (липень 1960 р.)
- Космічні історії (жовтень 1952)
- Приголомшливі історії (липень 1952; жовтень 1952; грудень 1952; літо 1955)
- Справжній кримінальний детектив (зима, 1953)
- Венчурна наукова фантастика (листопад 1957; жовтень 1965)
- Світи майбутнього (том 1, № 1, квітень 1963 р.; том 2, № 1, квітень 1964 р.)

### Реальний злочин
- Справа Овербері (1960)
- Реальні Бонні і Клайд (1968)
- Реальна Ма Баркер (1970)

### Серія «Маленька синя книжка»
- Маленька синя книжечка № 197: Що великі француженки дізналися про кохання (1926)
- Маленька синя книжечка № 832: Життя та вірші Катулла (1925)
- Маленька блакитна книжечка № 867: Цицерон як розкривається в його листах (1925)
- Синя книжечка № 895: Астрономія для початківців (1927)
- Маленька синя книжечка № 896: Римські поети Августа (1925) (редактор)
- Маленька синя книжечка № 899: Рим поглядом Тацита та Ювенала (1925)
- Little Blue Book No. 999: Latin Self-Tauched (1926) (редактор)
- Синя книжечка № 1009: Машинописний самовчитель (1926)
- Синя книжечка № 1087: Факти про фашизм (1926)
- Синя книжечка № 1088: Правда про Муссоліні (1926)
- Синя книжечка № 1174: Як писати ділові листи (1927)
- Маленька синя книжечка № 1847: Значення всіх загальних імен (1947)

### Інші твори
- Любов-діти: Книга про видатних позашлюбних дітей (1931)
- Факти, які ви повинні знати про Каліфорнію (1941)
- Каліфорнія (1946)
- Вони були сан-францисканцями (1947)
- Психолог на пенсії: образ життя Ліллієн Дж. Мартін (1948)
- Усю дорогу вгору: життя Мейнарда Шиплі (1956)
- Кам'яні стіни: В'язниці від кайданів до відпусток (1962)
- Передостанні (1962)
- Розсудливі та божевільні вбивці: приклади мотивації та обґрунтування вбивства (1965)
- Томас Мур — Серія англійських авторів Твейна (1967)

Як редактор
- Простір, час і злочин (1964) — антологія наукової фантастики